# Årets utställning

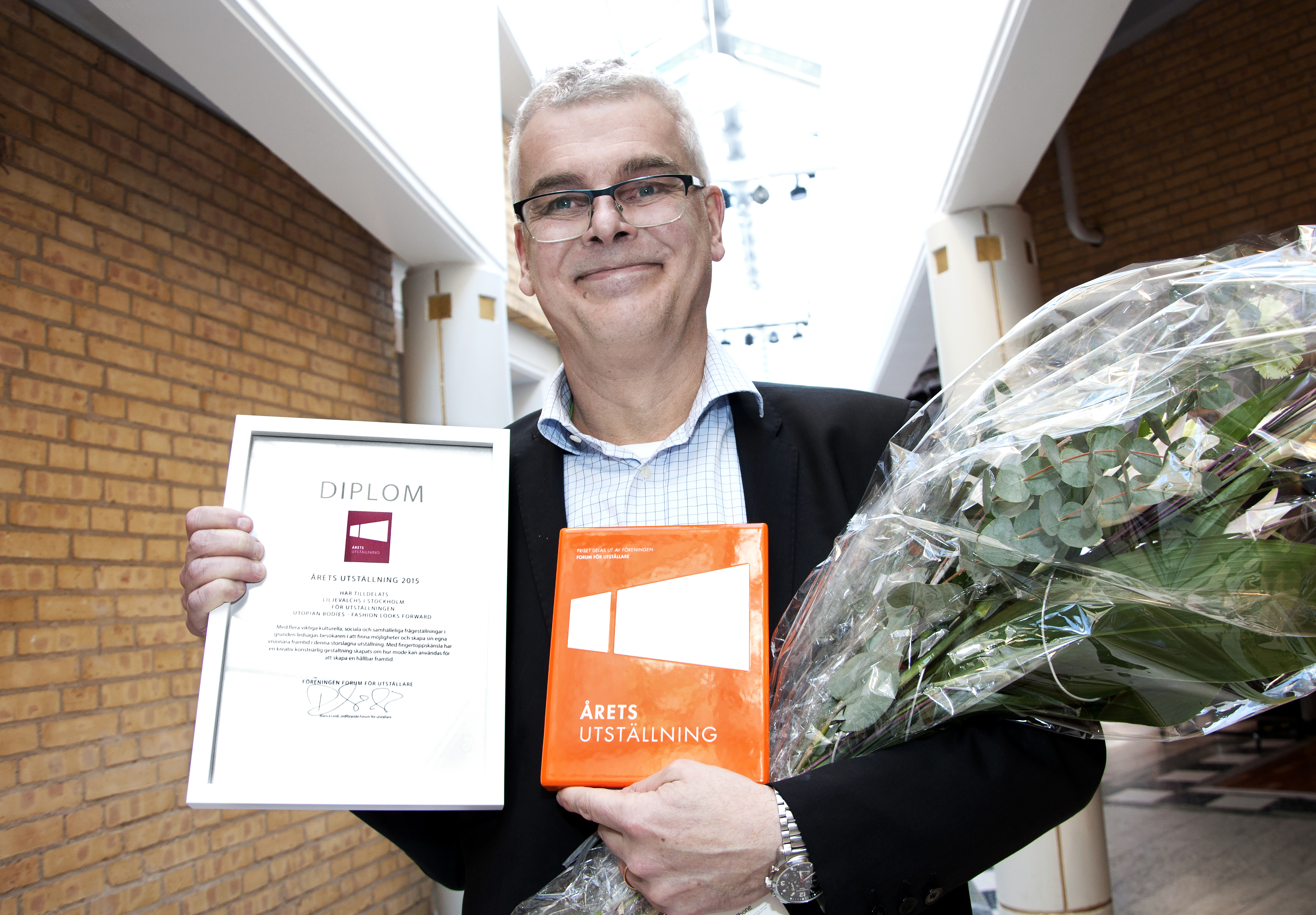
Mårten Castenfors har mottagit pris för Årets utställning 2016 av Forum för utställare. Utställning: Utopian bodies, Liljevalchs konsthall. Foto: Eric Bengtsson.

Året utställning är ett svenskt utställningspris som årligen delas ut av föreningen Forum för utställare vid Riksförbundet Sveriges museers, RSM, vårmöte.

## Bakgrund
Föreningen Forum för utställare utlyser sedan år 2008 pristävlingen Årets utställning. Utställningen ska vara producerad på en svensk institution, ett museum, konsthall eller vara gjord av en byrå.

## Kriterier
- Dramaturgi: berättelsens uppbyggnad
- Gestaltning: scenografi, grafisk form, bild, ljus, text och teknik.
- Publikvänlighet: tillgänglighet och utställningspedagogik.
- Metod: metodutveckling och arbetsprocess

## Pristagare
- 2008: "Den mänskliga resan" på Naturhistoriska riksmuseet

- 2009: "Evert Taubes värld" på Liseberg
- 2010: "Hemliga handlingar - DC-3:an som försvann" på Flygvapenmuseum
- 2011: "Allt om paradiset" på Jamtli
- 2012: "En djefla utställning" på Liljevalchs konsthall
- 2013: "Vi är romer" på Göteborgs stadsmuseum
- 2014: "Framtidsland" på Arbetets museum
- 2015: "Utopian bodies – fashion looks forward" på Liljevalchs konsthall
- 2016: "Textil kraft – Textilindustri här, där, då & nu" på Textilmuseet i Borås
- 2017: "...and it's gone" på Scenkonstmuseet
- 2018: "Next Level Craft"[3], Textilmuseet i Borås
- 2019: "Skate"[4] på Regionmuseet Kristianstad
- 2020: "Tidsvalvet[5]", Nordiska museet
- 2021: "BORO – Nödens konst[6]", Östasiatiska museet
- 2022: "Tillsammans på vatten, vägar och spår", Spårvägsmuseet[7]
- 2023: "Mathrix", Universeum[8]
- 2024: "Nordbor", Nordiska museet[9]

## Finalister
2008
- "Alla ombord! – det salutogena museet", Vasamuseet
- "Bohuslän – Kustland", Bohusläns museum
- "Den mänskliga resan", Naturhistoriska riksmuseet
- "Hem och hemlöshet", Göteborgs stadsmuseum
- "Maria – drömmen om kvinnan", Historiska museet

2009
- "Evert Taubes värld", Liseberg
- "Skapa din egen historia", Jamtli
- "Tvättstugan", Nordiska museet
- "Äntligen vuxen", Regionmuseet Kristianst

2010
- "Dandy", Nordiska museet
- "Hemliga handlingar. DC-3:an som försvann", Flygvapenmuseum i Linköping
- "Kan själv!", Västarvet

2011
- "Allt om Paradiset", Jamtli
- "Båtlekrummet", Malmö Museer
- "Kärlek som övervinner allt", Forum för levande historia

2012
- "August. En djefla utställning", Liljevalchs konsthall
- "Hej", Postmuseum
- "När döden skiljer oss åt – en hyllning till livet", Värmlands museum

2013
- "Jobbcirkus", Arbetets museum
- "Kretsloppslandet", Tekniska kvarnen
- "Vi är romer", Göteborgs stadsmuseum

2014
- "Framtidsland", Arbetets museum
- "Maktspel", Livrustkammaren
- "I tavlornas värld", Jamtli

2015
- "Utopian Bodies", Liljevalchs konsthall
- "Megamind", Tekniska museet
- "Playground", Världskulturmuseet

2016
- "History unfolds – Samtidskonst möter historia", Historiska museet
- "Textil kraft – Textilindustri här, där, då & nu", Textilmuseet
- "Värdefullt", Göteborgs stadsmuseum

2017
- "…and its gone", Scenkonstmuseet
- "Kvinnorna. Alltid närvarande – Sällan sedda", Vasamuseet
- "På Scen", Scenkonstmuseet

2018
- "Next Level Craft", Textilmuseet
- "Decode the Code", Visualiseringscenter C
- "Play Beyond Play", Tekniska museet

2019
- "Arktis - Medan isen smälter", Nordiska museet
- "Skate", Regionmuseet Kristianstad
- "Hjärnrummet", Vattenhallen Science Center

2020
- "Tidsvalvet", Nordiska museet

- "Aquanauts: Expeditionen" Verket/Avesta art

- "Konstig känsla känns bra" Arkdes

2021
- "BORO – Nödens konst[6]", Östasiatiska museet
- "Under ytan[24]", VRAK
- "Judiskt kunskapscentrum[25]", Judiska församlingen i Malmö